# Castelverde (Roma)
Castelverde è una frazione di Roma Capitale (zona "O" 18 A-B), situata in zona Z. X Lunghezza, nel territorio della zona urbanistica 8E Lunghezza del Municipio Roma VI (ex Municipio Roma VIII).
Sorge al di fuori del Grande Raccordo Anulare fra la via Prenestina a sud e la via di Lunghezza (via Collatina) a nord, lungo la dorsale via Massa di San Giuliano, tra le frazioni di Villaggio Prenestino a ovest, Lunghezzina a nord, Fosso San Giuliano a est e Osa a sud. Dista 20,62 chilometri dal centro di Roma.

## Storia
Nel 1950 si stabilì qui un gruppo di emigranti marchigiani, soci fondatori della S.A.C.C.Di (Società Anonima Cooperativa Coltivatori Diretti), che nel secondo dopoguerra si trasferirono presso i territori della Tenuta di Lunghezza di proprietà del Duca Grazioli lungo la Valle dell’Osa, a Castelverde e Villaggio Prenestino. Il 30 settembre 1966, su richiesta del parroco don Alfredo Maria Scipione al sindaco di Roma Amerigo Petrucci, il quartiere cambiò nome da Castellaccio dell’Osa in "Castelverde", ufficializzandolo in occasione della visita pastorale di papa Paolo VI.
Il toponimo di Castellaccio dell’Osa derivava dal castello che dominava la collina di Castelverde verso la valle dell'Osa, che nel Medioevo assunse il nome castrum osae, castellum novi, burgum castris de Osis, e, infine, di Castellaccio dell’Osa nelle carte catastali del 1600. La fondazione del Castello dell’Osa risale agli ultimi decenni del X secolo a seguito di una concessione di papa Bonifacio VII di edificazione di una chiesa. Nei decenni successivi il fortilizio, edificato accanto alla chiesa, andò danneggiato a seguito di scontri che coinvolsero anche il Castello di Lunghezza.
Nel giro di un secolo l’Osa fu probabilmente ricostruito, perché nell’XI secolo, nella bolla di papa Gregorio VII riguardante i beni posseduti dal Monastero benedettino di S. Paolo Fuori le Mura sull’Ostiense a Roma, il Castello dell’Osa fu annotato con il termine di Castelli Novi. Accomunati a quello dell’Osa, nelle carte di questo monastero, vi erano altri otto castelli che ricadevano nel raggio di pochi chilometri da Castelverde. L’area appartenne dal Medioevo all’epoca moderna alla tenuta di Lunghezza, come risultava ancora nel 1600 nella carta del Catasto Alessandrino dell’Archivio di Stato di Roma denominata Casale di Longhezza Lunghezzina, dove erano il Castello di Lunghezza e il Castellaccio dell’Osa. La suddivisione del territorio comprendeva i cosiddetti Prato e Pratone della Valle e del Fosso dell’Osa, i Pascolari Castellaccio, delli Cavoni e i quarti detti della Hosteria dell’Osa e del Forno. 
La torre e i residui blocchi della recinzione trapeizoidale del castello e del borgo circostante andarono distrutti nel secolo scorso quando l’area fu bonificata per la coltura e le edificazioni. Agli inizi del ‘900, il vasto fondo di Lunghezza confinava con le tenute di Corcolle, Castiglione, Pantano, Cerrone e Benzone, l’Aniene e la tenuta del Cavaliere sul versante tiburtino e il Castellaccio dell’Osa era meta di studiosi e viaggiatori che lo ritenevano il luogo della antica città di Collatia, tesi oggi confutata. Nell’area circostante testimonianze relative all’età del bronzo, l'età del ferro e all’epoca pre-romana sono date da alcuni siti di grande rilevanza come le necropoli dell’Osa e la necropoli di Castiglione e l’antica e famosa città di Gabii, sorta prima dell’affermazione della potenza di Roma e che ne fu assoggettata. Per l’epoca romana sono gli studi e le ricerche sulle tracce delle diverse ville di età imperiale e sulle case rustiche di produzione agricola rinvenute a Castelverde a tracciare la storia di questa collina e delle limitrofe valli.
A partire dagli anni duemila il quartiere ha conosciuto una forte esplosione dell'edilizia con la rarefazione delle aree verdi e il conseguente aumento della popolazione in un'area della campagna romana denominata "Lunghezzina 2".

## Architetture religiose
- Chiesa di Santa Maria di Loreto, su via Santa Maria di Loreto. Chiesa del XX secolo (1955). 41.9055°N 12.690774°E

Parrocchia eretta il 9 marzo 1957 con decreto del cardinale vicario Clemente Micara "Decet romanos cives". Il territorio è stato desunto da quello della parrocchia della SS. Trinità a Lunghezza. Il nuovo edificio di culto è stato consacrato dal cardinale Agostino Vallini il 15 giugno 2013.
Edificio progettato dall'architetto Francesco Fornari.

## Odonimia
Lungo la dorsale via Massa di San Giuliano troviamo i nomi di comuni e località abruzzesi e molisane.

## Infrastrutture e trasporti
|  | È raggiungibile dalla stazione di Lunghezza. |

È altresì servita dalle linee urbane ATAC 107, 314, 508, 042, 045, 055, e dalle linee Cotral per Tivoli, Poli e San Gregorio da Sassola.

## Sport

### Calcio
- \.Castelverde Calcio a.r.l., militante in Prima Categoria Lazio.
- Asd Circolo Master '97, società di calcio a 5. La prima squadra iscritta al Campionato SERIE C2, le giovanili Under 19 Élite, Under 17 Élite e Under 15 Élite. Oltre ad avere tutte le categorie SGS. Il loro motto "AllForOne"
- squadra di taekwondo del centro sportivo peter pan campione italiano 2024, con il maestro DANTE MORALES,cintura nera V dan dela world taekwondo federation

Basket